# Шиманково (Поморське воєводство)
Шиманково (пол. Szymankowo, нім. Simonsdorf) — село в Польщі, у гміні Ліхнови Мальборського повіту Поморського воєводства.
Населення — 773 особи (2011).
У 1975-1998 роках село належало до Ельблонзького воєводства.

## Демографія
Демографічна структура станом на 31 березня 2011 року:
|          | Загалом | Допрацездатний вік | Працездатний вік | Постпрацездатний вік |
| -------- | ------- | ------------------ | ---------------- | -------------------- |
| Чоловіки | 387     | 78                 | 284              | 25                   |
| Жінки    | 386     | 102                | 219              | 65                   |
| Разом    | 773     | 180                | 503              | 90                   |